# Sanne Terlingen
Sanne Terlingen (1985) is een Nederlandse onderzoeksjournaliste. Ze doet veel onderzoeken naar onderwerpen op het gebied van mensenrechten, migratie en seksueel geweld.

## Onderzoeksjournalist
Terlingen studeerde tussen 2003 en 2009 Geschiedenis en Wetenschapsjournalistiek aan de Universiteit van Leiden en studeerde af op Afrikaanse Talen en Culturen. 
Als freelancer schreef ze tussen 2006 en 2013 voor bladen als Yes, Viva, Nieuwe Revu, Triv', Quest, Politievakblad Blauw, Fancy, NRC Weekblad, Keesings Historisch Archief, Hard Gras en De Groene Amsterdammer.
Nadat ze vanaf 2010 een jaar lang hoofdredacteur was van het studentenblad Join werd ze in 2011 onderzoeksjournalist en redacteur bij het journalistieke platform OneWorld. Haar aandacht ging daarbij vooral uit naar Ghana, Eritrea, mensenhandel en -smokkel, corruptie, migratie en uitbuiting. Sinds 2016 werkt ze bij het onderzoeksprogramma Argos van de VPRO en HUMAN.

## Mensenrechten
Sanne Terlingen deed meerdere onderzoeken naar misstanden rondom vluchtelingen en mensenhandel in Afrikaanse landen als Ghana en Eritrea. Haar onderzoeken hadden betrekking op drugshandel, sekstoerisme, mensenhandel, kindermisbruik en microkredieten.
Al in 2013 verschenen haar eerste artikelen over de cocaïnehandel via Guinee en Ghana.

## Kindersekstoerisme
Een van de bijkomende gevolgen van de  Oorlog tegen Terrorisme was dat mensenhandel in Djibouti in de doofpot werd gestopt. Terlingen ontdekte dat Amerikaanse aannemers en Franse soldaten in Djibouti betaalden voor seks met vluchtelingenmeisjes zonder papieren. En dat de Amerikaanse militairen als 'klant' de Somalische en Ethiopische vluchtelingenmeisjes in de prostitutie bezochten.
Uit haar anderhalf jaar durende onderzoek naar sekstoerisme in Ghana bleek dat Ghana een ideaal jachtgebied voor Nederlandse kindersekstoeristen kon worden genoemd. Ondanks de strenge Nederlandse en Ghanese wetgeving hadden sekstoeristen vrij spel. In 2012 publiceerden Nieuwe Revu en OneWorld de uitkomsten van een onderzoek naar kindersekstoerisme in Ghana onder de titel Paradijs voor Pedo’s. De Limburgse vastgoedmagnaat Arthur Paes voelde zich als Ghanese hoteleigenaar beschuldigd en stapte naar de rechter toen het vervolgartikel Paradijs voor pedo’s – wordt vervolgd verscheen. De eind 2013 aangespannen rechtszaak tegen Terlingen werd door Paes verloren.

## Mensenhandel
Voor haar onderzoek reisde ze met Eritrese vluchtelingen naar Nederland. Daarbij werd duidelijk dat de door Nederland ingezette Eritrese tolken banden hadden met het Eritrese militaire regime. Ook onderzocht zij de banden die een mensensmokkelaar in Italië had met orgaanhandelaren in Egypte. 
Een Argos-uitzending toonde aan dat de bureaucratie van de Nederlandse immigratiedienst IND ertoe leidde dat Eritrese vluchtelingen zich noodgedwongen moesten wenden tot de ambassade van het land waaruit ze waren gevlucht.

## Microkredieten
In haar Maximale winst. Wie wordt er rijk van microkrediet? maakte ze duidelijk dat ook microkredietfondsen die armoede moesten bestrijden  belasting ontweken via Nederland.

## Satanisch ritueel misbruik
In 2019 deed zij voor Argos onderzoek naar 'ritueel misbruik'. Onderdeel van het onderzoek was een anonieme digitale vragenlijst. Deze anonieme digitale vragenlijst zou zijn ingevuld door mannen en vrouwen die slachtoffer zijn/waren van stelselmatig seksueel misbruik waarbij meerdere daders betrokken waren. 
Ook maakte ze met Huub Jaspers voor Argos een radiodocumentaire over ritueel misbruik. Het onderzoek werd ingesteld nadat Argos stelde dat de argumenten van de expertisegroep (LEBZ) van de politie om deze verklaringen ongeloofwaardig te verklaren, niet van toepassing waren op deze melders. Ook verklaarden de melders te beschikken over steunbewijs van georganiseerd misbruik.
Er is kritiek op het onderzoek, het onderzoek zou ondeugdelijk zijn, Terlingen zou goedgelovig zijn en een vage definitie van seksueel misbruik dan wel (satanisch) ritueel misbruik hanteren, een deel van haar bronnen zouden bevooroordeeld zijn een ander deel oncontroleerbaar want anoniem, ze zou helpen een complottheorie te verspreiden. De Argos-uitzending van 27 juni 2020 werd desondanks genomineerd voor een Tegel in de categorie onderzoek. In december 2023 haalde de VPRO de uitzendingen van Argos over ritueel misbruik offline, ondanks dat ze toegaven dat de uitzendingen zelf geen feitelijke onjuistheden bevatten.

## Erkenning
Haar reportage Paradijs voor Pedo’s – wordt vervolgd werd genomineerd voor een Mercur voor de beste reportage van het jaar 2012 en kreeg een eervolle vermelding in de categorie 'Onderzoek' van De Tegel.
Sanne Terlingen won De Loep aanmoedigingsprijs 2013 voor haar verhaal over kindersekstoerisme in Ghana.  Datzelfde artikel werd ook genomineerd voor de Mercur als 'Tijdschriftreportage van het jaar'.
In 2014 won ze de De Tegel in de categorie 'Publieksprijs' voor publicaties rondom de cocaïnehandel in Ghana en de betrokkenheid van Ghanese politici daarbij. 
De prijs voor beste internetjournalistiek in de categorie 'Onderzoek' 2015 kreeg ze van de VOJN voor haar onderzoek naar Eritrese vluchtelingen.
In 2016 werd zij viermaal genomineerd en onderscheiden. De Dick Scherpenzeelprijs kreeg zij voor grensverleggende buitenlandjournalistiek. Deze prijs werd toegekend voor de reportages De laatste reis van Kahsay Mekonen, Tolken kiezen partij en Fear and Loathing in Djibouti. Ook werd zij in 2016 genomineerd de categorie 'Actualiteiten' van de Prix Europa voor het onderzoek naar de dood van een Eritrese asielzoeker en voor online storytelling door de VOJN 2016. De reportage De laatste reis van Mekonen kreeg de Mercur 2016.
In 2017 werd zij samen met anderen genomineerd voor de VOJN-prijs het onderzoek naar 'World-Check', een zwarte lijst die gebruikt wordt in de strijd tegen financiering van terrorisme en witwassen. Voor een verhaal over verduistering door een decaan werd ze samen met Huub Jaspers en Kees van den Bosch genomineerd voor de prijs voor Onderwijsjournalistiek.
De nominatie voor 'Actualiteiten' werd in 2018 verleend voor de Argos-uitzending Hoe bewijs je waar je huis stond?. In 2018 werd zij als eerste Nederlandse journalist uitverkozen voor een Ochberg Fellowship van het Dart Centre for Journalism & Trauma aan de Universiteit van Columbia.
In 2019 werd zij voor de derde maal genomineerd voor een Prix Europa in de categorie 'Actualiteiten'. Deze keer was het voor de Argos-documentaire Lost in Europe over zestig Vietnamese kinderen die uit de Nederlandse beschermde opvang verdwenen.

## Lost in Europe
Samen met Geesje van Haren van platform VersPers begon ze in 2018 Lost in Europe. Met een internationaal team van onderzoeksjournalisten wordt onderzocht hoe duizenden vluchtelingenkinderen na aankomst in Europa kunnen verdwijnen.

## VVOJ
Als lid van de werkgroep 'VVOJ café' organiseert ze bijeenkomsten over journalistieke onderwerpen. Ook was ze jurylid bij De Loep.

## Prijzen
- Lira Scherpenzeel Prijs (2016)
- De Tegel (2013) - publieksprijs
- De Loep (2013) - aanmoedigingsprijs
- Mercur voor beste reportage (2016)